# Liste des évêques d'Otukpo
Liste des évêques d'Otukpo
(Dioecesis Otukpoenus)
L'évêché nigérian d'Otukpo est créé le 10 juillet 1995 par détachement de celui de Makurdi.

## Sont évêques
- 10 juillet 1995-† 7 décembre 2000 : Fidelis Orgah (Fidelis Uga Orgah)
- 7 décembre 2000-17 décembre 2002 : siège vacant
- depuis le 17 décembre 2002 : Michaël Apochi (Michaël Ekwoy Apochi)

## Sources
- L'ANNUAIRE PONTIFICAL, sur le site http://www.catholic-hierarchy.org, à la page